# Safīya bint Huyaiy
Safīya bint Huyaiy (arabisch صفية بنت حيي, DMG Ṣafīyya bint Ḥuyaiy; * ca. 610 in Yathrib (Medina); † ca. 670) war in zweiter Ehe die elfte Ehefrau Mohammeds. Ihr Vater Huyayy ibn Achtab war der Anführer der Banū n-Nadīr. Ihre Mutter war Barra bint Samaw'al aus einer angesehenen jüdischen Familie aus dem Stamm der Banū Quraiza.

## Leben
Im Jahre 625 wurden die Banū n-Nadīr durch Mohammed aus Medina vertrieben, woraufhin sich der Stamm in Chaibar ansiedelte. Safīya kam beim jüdischen Stamm der Abū l-Huqaiq in deren Festung Qamis unter.
Ihr Vater und ihr Bruder waren 627 Hauptakteure bei der Grabenschlacht und wurden danach von Mohammeds Truppen in der Festung der Banū Quraiza belagert. Nach der Kapitulation des Stammes wurden die Männer exekutiert und Frauen sowie Kinder versklavt. Im Jahr 627 oder Anfang 628 wurde sie im Alter von 17 Jahren mit Kināna ibn ar-Rabīʿ, einem Anführer der Juden Yathribs, verheiratet.
Mohammed zog 628 gen Chaibar und nahm dabei auch die Festung Qamis ein. Mohammed ließ Kināna ibn ar-Rabīʿ foltern und anschließend töten. Safīya und ihre Schwester wurden gefangen genommen. Sie wurden zum Propheten gebracht. Er fragte, wer Safīya sei. Man sagte, sie sei die Tochter von Safiyya bint Huyayy, dem Oberhaupt des Juden, der die Heerscharen gegen die Muslime aufgestachelt hatte. Er ließ sie zu sich hineinkommen. Da grüßte Safiyya ihn mit der Grußformel des Islams und sagte: „Friede sei mit dir, oh Gesandter Gottes.“ Er fragte erstaunt: „Du weißt, dass ich der Gesandte Gottes bin?“ „Ja“ antwortete sie und erzählte ihm, was sie von ihrem Vater und Onkel gehört hatte. Kurz darauf heiratete Mohammed Safīya. Ein um die eheliche Beziehung zu Safīya mit Mohammed konkurrierender Kämpfer erhielt von diesem zum Trost zwei Nichten Safīyas.
Der Islam-Experte Hamed Abdel-Samad widerspricht in seinem Buch Mohamed – Eine Abrechnung dieser Darstellung energisch:

„Es ist kaum vorstellbar, dass Safiyya den Schock über den Verlust ihres Mannes, ihres Bruders und anderer Verwandter sofort überwinden und noch am gleichen Tag Gefallen am Glauben Mohameds finden konnte. Außerdem gehört zur Institution der Ehe, wie die Araber sie in vorislamischer Zeit praktiziert haben und es auch die Muslime seit dem Islam tun, […] eine Phase der Verlobung, während deren die Familie des Mannes und der Frau der Beziehung ihren Segen geben müssen. Außerdem durfte eine Witwe erst nach einer Karenzzeit von vier Monaten eine neue Ehe eingehen.“

Nach Mohammeds Tod setzte sie sich für den Kalifen ʿUthmān ibn ʿAffān ein. Sie starb um 670. Ihr gewaltiges Vermögen, welches aus 100.000 Dirham, Ländereien und Gütern bestand, vermachte sie zum Teil einem jüdischen Neffen. Ihre Wohnung in Medina wurde von Muawiya für 180.000 Dirham gekauft.